# Sargon II.
Sargon II. Asyrský neboli Šarru-kin II. (asyrsky Šarrum-ken – Pravý vládce) byl asyrský král, který vládl v letech 722–705 př. n. l.
O jeho původu nic nevíme, trůnu se zmocnil v roce 722 př. n. l. Jeho jméno znamená „legitimní král“. Své předchůdce nazývá jako „vládci, již kráčeli přede mnou“. První dva roky po uchvácení asyrského trůnu byl plně zaměstnán upevňováním své pozice v samotné Asýrii a teprve na jaře 720 př. n. l. se vydal na jih, aby porazil Elamity a zmocnil se Babylónu. Porazit elamsko-babylonské síly se mu ale ani tehdy, ani v následujících deseti letech, nepodařilo.
Poté Sargon II. zaměřil svou expanzi na západ proti Damašku a Samaří, které se postavily proti Asýrii při tažení na Babylón. Dobyl Samaří, porazil izraelské království, odkud deportoval na 30 tisíc zajatců a vtrhnul do Egypta. Když si podrobením nepřátel na západě uvolnil ruce, vtrhnul roku 716 př. n. l. do Urartu a Médie, které si podrobil v následujících dvou letech.
V roce 710 př. n. l. konečně znovu vytáhl na Babylon, který padl do jeho rukou o rok později, donutil uprchnout babylonského krále Marduka-apla-iddina II. a sám se prohlásil babylonským králem. Z Babylonie poté deportoval přes 100 tisíc Aramejců a Chaldejců, aby tak předešel případným povstáním proti asyrské nadvládě.
Aby Sargon II. mohl spravovat tak rozsáhlou říši, byl nucen vybudovat dobře fungující systém silnic a poslů. Na hlavních cestách nechal v rozmezí jednodenních pochodů vybudovat poštovní stanice, určené k výměně mul a vozů pro spěšné posly. Asyrský systém se stal vzorem pro tolik obdivovaný systém komunikace perských králů.
Sargon II. se rozhodl vybudovat nové hlavní město – Dúr Šarrukín („Pevnost Sargonova“), jehož základy položil v roce 717 př. n. l. O jedenáct let později – roku 706 př. n. l. bylo město slavnostně otevřeno. Rok po slavnostním otevření nové residence padl král Sargon II. při svém tažení na sever, kdesi v pohoří Taurus při bitce s Kimmerii. Jeho tělo nebylo nikdy nalezeno, což bylo přičítáno hněvu bohů za to, že přesunul své sídlo z posvátného Aššúru.
| Asyrský král               | Asyrský král                             | Asyrský král         |
| -------------------------- | ---------------------------------------- | -------------------- |
| Předchůdce: Salmanassar V. | 722 př. n. l. – 705 př. n. l. Sargon II. | Nástupce: Sinacherib |

| Babylonský král                    | Babylonský král                          | Babylonský král      |
| ---------------------------------- | ---------------------------------------- | -------------------- |
| Předchůdce: Marduk-apla-iddina II. | 710 př. n. l. – 705 př. n. l. Sargon II. | Nástupce: Sinacherib |